# Аргиров триод
Аргировият триод e среднобългарски книжовен паметник от края на XII или началото на XIII век. Част е от постен и цветен триод (триод-пентикостар).
Написан е на кирилица, но на места в него има следи от глаголица, което се смята за особеност на паметници от югозападните български земи. Най-вероятно произхожда от Охридско.
Триодът е писан на пергамент и представлява откъслек от по-голяма книга. Запазената му част съдържа 58 листа с черковни служби. Намира се в Националната библиотека „Св. св. Кирил и Методий“ под № 933 и носи името на подарилия го на библиотеката Стоян Аргиров.
Аргировият триод е ценен паметник за историята на българския език. В него се срещат както старинни езикови черти, така и нови фонетични и морфологични форми, отразяващи особености от живия говор. Над богослужебния текст има нанесени с червено мастило старинни нотни знаци за пеене (невми).
Съществуват предположения, че Аргировият триод е пряк препис на по-стара, глаголическа книга.